# Muyres
M&M Bouw was een Nederlands bedrijf dat actief was in zowel de bouw- als de vastgoedsector. Het begon in eerste instantie in de woningbouw maar ontwikkelde zich verder in de utiliteitsbouw. Het had zijn hoofdkantoor te Sittard.

## Geschiedenis
Muyres begon omstreeks 1920 als Muyres en Zonen, in 1950 werd het M&M Bouw, waarna het zich eind jaren 90 ontwikkelde naar Marcel Muyres BV. Tegen die tijd was Muyres uitgegroeid tot een twaalftal bouwbedrijven in Limburg, Brabant en Oost-Vlaanderen alvorens deze werden overgenomen door Van Wijnen. Na overname is een nieuw hoofdkantoor te Sittard gebouwd. Van het oude kantoor zijn wel nog steeds de restanten en het oude bedrijfslogo te zien.

## Bekende projecten
- Stichting Pensioenfonds ABP gebouw te Heerlen
- Brandweerkazerne te Maastricht
- Watertoren te Schimmert in 1927
- Gemeentehuis te Sittard